# Alo Jakin
Alo Jakin (Tartu, Estonia, 14 de noviembre de 1986) es un ciclista estonio que fue profesional de 2006 a 2007 y de 2014 a 2019.

## Trayectoria
En diciembre de 2019 anunció su retirada como ciclista profesional tras no encontrar equipo para 2020. Posteriormente decidió seguir compitiendo de manera amateur, participando en alguna carrera UCI de categoría .2.

## Palmarés
2013
- 1 etapa de la Ronde de l'Oise

2014
- Campeonato de Estonia en Ruta
- 2.º en el Campeonato de Estonia Contrarreloj

2015
- Boucles de l'Aulne

2016
- 1 etapa del Circuito de las Ardenas
- 3.º en el Campeonato de Estonia en Ruta

2017
- 2.º en el Campeonato de Estonia en Ruta

2018
- 2.º en el Campeonato de Estonia Contrarreloj

2019
- 2.º en los Juegos Europeos en Ruta
- Campeonato de Estonia en Ruta

2020
- 1 etapa del Baltic Chain Tour

2021
- 3.º en el Campeonato de Estonia en Ruta